# Martin Rikli
Martin Rikli, född 23 september 1868 i Basel, död 25 januari 1951 i Zürich, var en schweizisk botaniker.
Rikli var 1893–1904 seminarielärare, blev filosofie doktor i Basel 1895, konservator 1896, docent i botanik vid tekniska högskolan i Zürich 1900 och erhöll professors titel 1909. Han gjorde sig främst känd som växtgeograf och anordnade och ledde flera större internationella studieresor för naturforskare, bland annat till Sydeuropa, Nordafrika, Kaukasien och Alperna.